# Pierre Belain d'Esnambuc
 (novembre 2012).
Pierre Belain d’Esnambuc est un marin, flibustier et colonisateur français, né le 9 mars 1585 à Allouville (Seine-Maritime) et mort en décembre 1636 à Saint-Christophe, dans les Antilles.
Il est connu pour avoir pris possession de l’île de la Martinique, et en avoir fait une colonie française. Premier gouverneur général des Antilles françaises, il est l'un des responsables de la colonisation des peuples autochtones, et de la mise en place du système esclavagiste aux Antilles françaises.

## Biographie

### Jeunesse
Pierre Belain d'Esnanbuc est le cinquième enfant de Nicolas Belain, sieur de Quenouville et d'Esnambuc, et de Louise Perronne Duval. Il est baptisé en l'église Saint-Quentin d'Allouville-Bellefosse, en Normandie, le 9 mars 1585.
Le domaine de Quenouville subit les guerres de Religion qui ruinent le pays de Caux. En 1580, Nicolas Belain doit emprunter 2 400 livres au duc de Cossé-Brissac, qui se sont grossies des intérêts. Après son décès, en 1599, ses enfants ont dû le rembourser. François l'aîné et héritier du domaine de Quenouville décide de vendre le domaine d'Esnambuc. L'autre terre a été vendue en 1610.
Pierre Belain ne devait plus pouvoir porter ce titre, ce qu'il a pourtant fait quelques années plus tard. En 1603, alors qu'il a 18 ans, il embarque comme « mathelot » sur « le petit Orqui ».

### Commerce et flibuste
Capitaine d'un brigantin avec un équipage de 40 hommes, il pratique la piraterie artisanale. Il commerce entre la France (depuis le port du Havre de Grâce) et les îles de la mer Caraïbe, aidé en cela par Jean Cavelet de Hertelay, gros armateur du Havre et directeur[? Propriétaire ? Affrêteur ?] de la « Romaine ».
Lors de l'achat du marquisat de Graville, Jean Cavelet de Hertelay devint le procureur spécial du cardinal de Richelieu, ministre du roi Louis XIII.
À la signature du traité de Vervins, en 1598, les Français refusant de reconnaître le droit du pape à accorder la souveraineté sur l'océan à qui que ce soit, une clause non écrite stipule qu'au-delà du méridien de l'île de Fer, appelé la Ligne des amitiés, la force déciderait et que la guerre pourrait régner au-delà de ces limites, sans altérer en rien la paix des deux nations en Europe.
La trêve de douze ans signée en 1609 entre les Provinces-Unies et l'Espagne, grâce à la médiation de l'Angleterre et de la France, va permettre un développement de la navigation vers les Caraïbes. La navigation étant libre, Pierre Belain va s'associer à Urbain du Roissey, sieur de Chardonville, pour refaire sa fortune en naviguant sur l'océan devenu libre, au seul risque de rencontrer un navire espagnol. Pendant 15 ans, il parcourt les mers sans grand succès.
En 1620, il est capitaine de la Marquise, puis en 1623, il est conducteur du vaisseau l'Espérance. En 1623, une course contre un galion espagnol se retourne contre le flibustier qui trouve refuge sur l'Île Saint-Christophe, où 400 colons britanniques et quelques huguenots français sont arrivés l'année précédente. Anglais et Français, affaiblis par leurs voyages respectifs, trouvent un accord et se partagent cette petite île qui était occupée par des Caraïbes.

### Colonisation

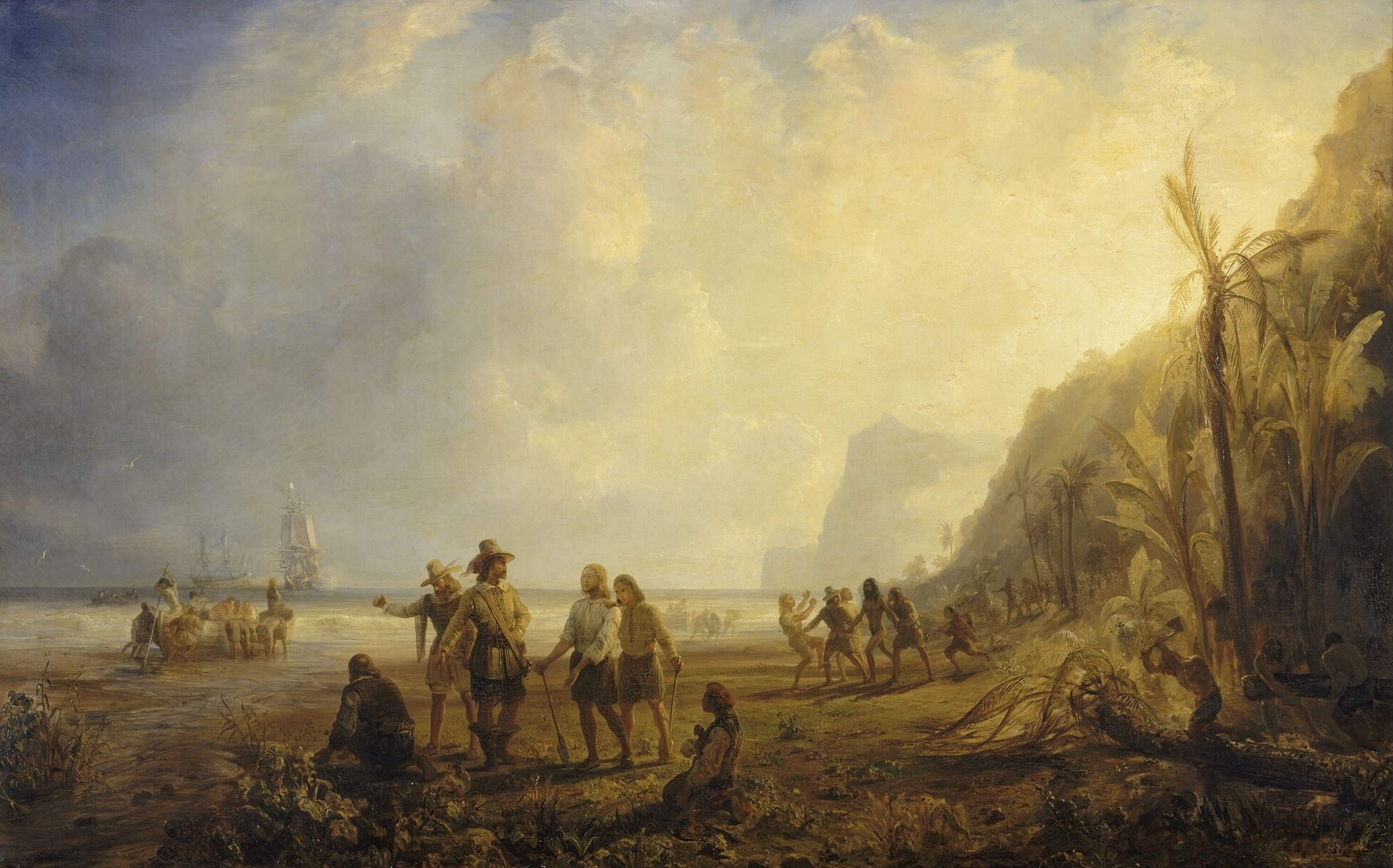
Pierre Belain d'Esnambuc
débarquant à la Martinique en 1635
par Théodore Gudin (1802-1880).

Revenu en France en 1626, convoqué par le cardinal de Richelieu, grand-maître de la navigation, Belain d'Esnambuc lui montre l’intérêt que la France aurait à y cultiver le tabac (pétun), la canne à sucre, le roucou et l'indigo... Il s'agira pour le cardinal de Richelieu d'étendre l'influence du Royaume de France, mais aussi de convertir les Amérindiens au christianisme.
En 1627, Esnambuc quitte le Havre pour s'établir à Saint-Christophe, qui était déjà colonisée par les Huguenots commandés par François Levasseur. À l'époque, Saint-Christophe est partagée avec les Anglais menés par le flibustier Thomas Warner: les Anglais occupant la partie centrale, et les Français aux deux extrémités.
Les conditions sont très difficiles pour les colons français qui sont mal approvisionnés par la compagnie. Ils doivent leur survie au commerce avec les Hollandais.
Entre 1626 et 1628, un navire corsaire français s’empare de deux caravelles contenant 57 morisques et mulâtres qui seront débarqués à Saint-Christophe. C'est la première introduction d'esclaves connue dans une colonie française. Le commerce avec des navires négriers étrangers, bien qu’illégal, vient d'être toléré par les autorités coloniales. Au début de 1629, la colonie française de Saint-Christophe compterait 500 Français, 52 Noirs (40 hommes, 12 femmes).

### Compagnie des îles d'Amérique
Après l'échec de la Compagnie de Saint-Christophe, Pierre d'Esnambuc obtient du duc de Richelieu la création de la Compagnie des îles d'Amérique, le 12 février 1635 .
La compagnie charge Jean du Plessis et Charles Lénard de l'Olive, de coloniser la Guadeloupe. Tandis que d'Esnambuc débarque en Martinique avec 150 colons français venant de l'île Saint-Christophe. Il fonde ensuite le fort Saint-Pierre pour le compte de la Couronne de France et de la Compagnie des îles d'Amérique. Il donne le commandement du fort à Jacques Dupont (ou Du Pont), et regagne l'île Saint-Christophe.
Il prend possession de l'île de la Dominique en novembre 1635 conduit par un capitaine de Dieppe, Pierre Baillardel. Jacques Dupont - après avoir résisté à une attaque des indiens caraïbes - est fait prisonnier par les Espagnols au cours d'un voyage qu'il effectuait vers Saint-Christophe pour rendre compte de sa gestion. Pierre d'Esnambuc fait alors nommer son neveu, Jacques Dyel du Parquet, comme gouverneur de la Martinique, en septembre 1636.
Esnambuc finit par mourir de maladie sur l'île de Saint-Christophe, en décembre 1636 d'après le Père Jean-Baptiste Du Tertre. Apprenant la mort de Pierre Belain d'Esnambuc, Richelieu déclare : « Le roi vient de perdre un de ses plus fidèles serviteurs ».

## Famille
- Nicolas Belain, sieur de Guenouville et d'Esnambuc
  - François Belain de Guenouville
  - Pierre Belain d'Esnambuc
  - Adrienne Belain, mariée à Pierre Dyel, sieur de Vaudroques,
    - Simon Dyel, tué en 1629 pendant le combat avec les Espagnols à Saint-Christophe,
    - Pierre Dyel, sieur de Vaudroques, est resté en Normandie,
      - Adrienne Dyel de Vaudroques (née en 1632 à Cailleville), mariée à Adrien Dyel de Graville en 1648,
        - Adrienne Dyel de Graville, mariée à Jabam Desprez (ou des Près), trisaïeule de l'impératrice Joséphine de Beauharnais par la branche Gaspard de La Pagerie.

    - Dyel du Parquet,
    - Adrien Dyel, sieur de Vaudroques, a suivi Esnambuc puis il est retourné en France. Nommé lieutenant-général de la Martinique au cours de la séance du 16 juillet 1637 par la Compagnie, mais il préfère rester en France. C'est alors son frère, Jacques Dyel, qui est nommé à sa place pour trois ans, le 2 décembre 1637.
    - Jacques Dyel, sieur du Parquet, nommé lieutenant-général de la Martinique le 2 décembre 1637.

## Hommages et critiques

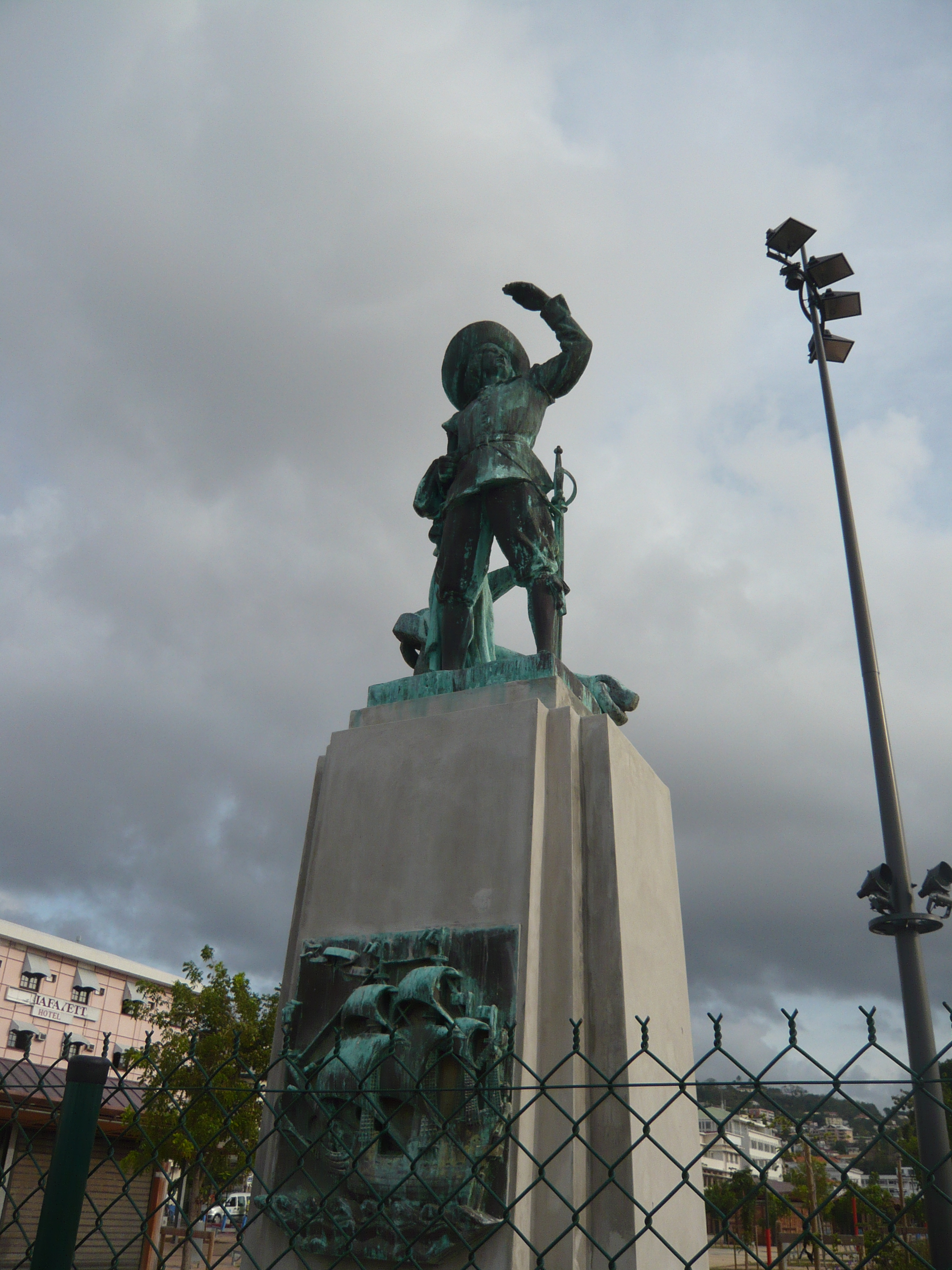
Statue de Belain d'Esnambuc à Fort-de-France, avant son déboulonnage en 2020.

- Une statue de Belain d'Esnambuc est érigée sur la place de la Savane à Fort-de-France en 1935, à l'occasion du tricentenaire de sa prise de possession de la Martinique pour le compte de Louis XIII et de la France. Dans les années 1970, la statue est déplacée à l'angle sud-ouest de la place[6]. En raison du symbole de la colonisation par les Français qu'elle représente, elle est l'objet occasionnel de graffitis, par exemple en octobre 2018[7], ou en février 2020[8]. Le 26 juillet 2020, dans le cadre du mouvement de décolonisation de l'espace public, la statue est déboulonnée par des militants anticolonialistes[9] puis détruite à coups de masse (visage enfoncé et décapitation), au son des tambours et des chants[10],[11].
- Il existe une rue Belain-d'Esnambuc au Havre.
- Un navire bananier de la Compagnie générale transatlantique porte son nom de 1939 à 1942 ; réquisitionné par la Kriegsmarine, il est rebaptisé Pommern. Il coule en Méditerranée en 1943 après avoir heurté une mine italienne[12].
- En 1935, à l'occasion de la célébration du tricentenaire des Antilles françaises, la Poste de France émet plusieurs timbres gravés par Jules Piel (de 40 c gris, de 50 c vermillon, de 1 F 50 bleu) à l'effigie de Pierre Belain d'Esnambuc[13].
- En 1946, la Caisse centrale de la France d'outre-mer émet un billet de banque de 50 F à l’effigie de Pierre Belain d’Esnambuc[14],[15].

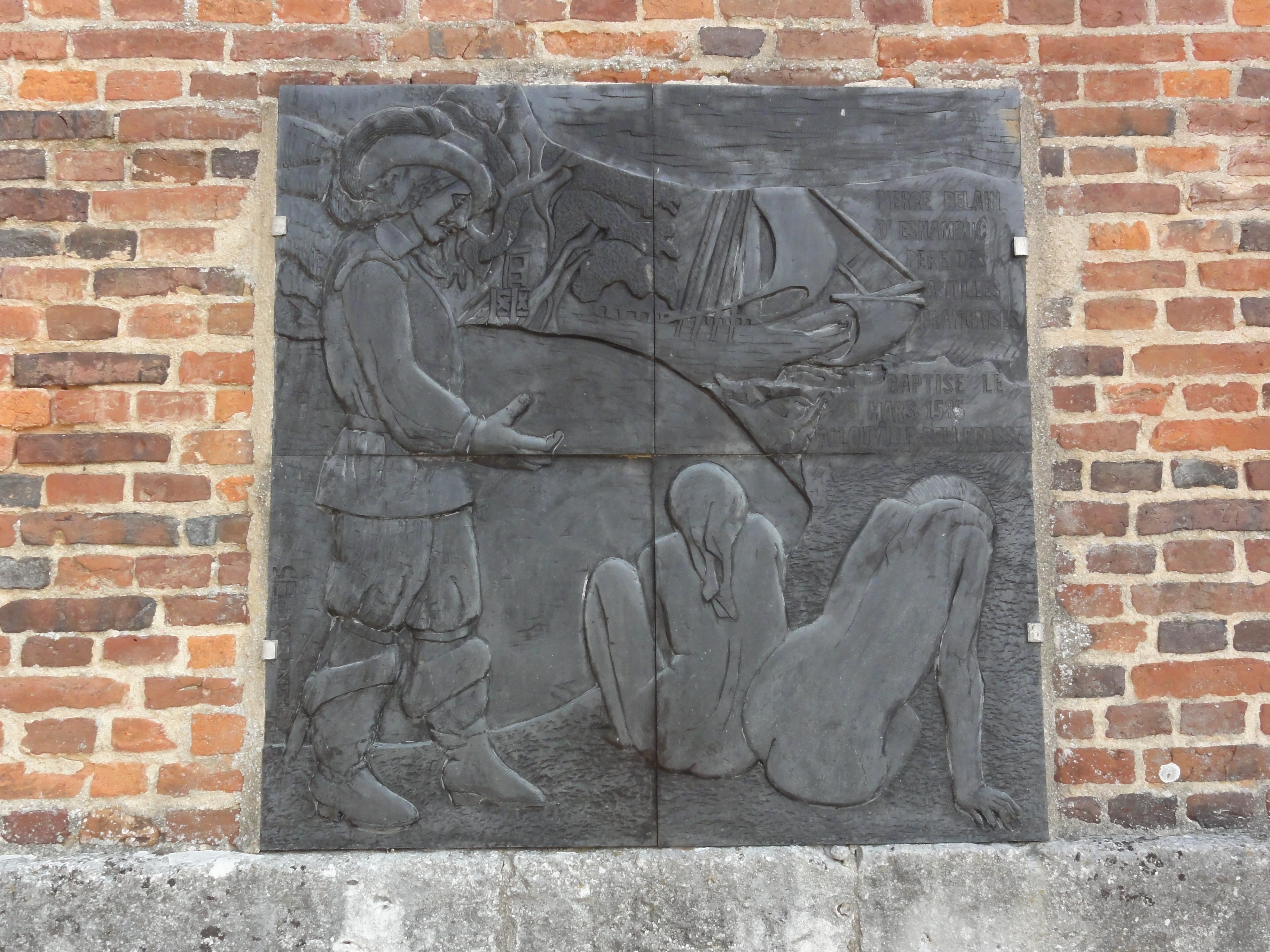
Bas-relief Pierre Belain d'Esnambuc à Allouville-Bellefosse.

- Bas-relief Pierre Belain d'Esnambuc à Allouville-Bellefosse.Une longue rue de son village natal, Allouville-Bellefosse, et la salle des fêtes (située au 20 rue Jacques Anquetil, face à l'office du tourisme), construite en 1945 et complètement réhabilitée en 2017[16] portent son nom.
- Un bas-relief, approximativement carré de 90 cm de côté, sculpté dans de l'ardoise, est fixé depuis 1985, pour le quatrième centenaire de sa naissance, sur la partie basse du mur sud du clocher-porche, celui sur laquelle est apposée en haut l'horloge, côté rue du Docteur-Patenotre, face au chêne millénaire, à Allouville-Bellefosse[17].
- À l’occasion des journées du Patrimoine des 17 et 18 septembre 2016, la commune d’Allouville-Bellefosse organise une exposition consacrée au navigateur dans son église Saint-Quentin, ainsi qu'une conférence à son sujet, donnée par Marie-José Mainot[18],[19].

### Sources et bibliographie
Par ordre de parution :
- Père Jean-Baptiste Du Tertre, Histoire générale des Antilles habitées par les François, chez Thomas Jolly, Paris, 1667, tome 1, p. 1-119 (lire en ligne)
- Fréderique Régent, La France et ses esclaves (essai français)
- Pierre Margry, Origines transatlantiques. Belain d’Esnambuc et les Normands aux Antilles, d'après des documents nouvellement retrouvés, Paris, A. Faure, 1863, 103 p. (lire en ligne)
- Pierre Margry, Origines françaises des pays d'outre-mer. Les seigneurs de la Martinique, dans Revue maritime et coloniale, juillet-septembre 1878, tome 58, p. 28-50, 276-305, 540-547 (lire en ligne)
- Georges Servant, Les compagnies de Saint-Christophe et des îles de l'Amérique: 1626-1653, Paris, Champion et Larose, 1914, p. 14–15 (lire en ligne)
- Georges de Morant, Annuaire de la noblesse de France, 1936, 83e volume, p. 454-457 (lire en ligne)
- Théodore Baude, D'Esnambuc ou, Lente réparation d'un injuste oubli, Impr. du gouvernement, Fort-de-France, 1942.
- Lénis Blanche, Histoire de la Guadeloupe, M. Lavergne, Paris, 1938.
- René Dreux-Brézé, L'Épopée des Antilles : vie de Pierre Belain d'Esnambuc, gentilhomme normand (1585-1646), Librairie de l'Arc, Paris, 1937.
- Auguste Joyau, Belain d'Esnambuc, Bellenand, Paris, 1950.
- René Maran, Les Pionniers de l'empire, Albin Michel, Paris, 1943-1955.
- Georges Blond, Histoire de la flibuste., Stock, Paris, 1969.
- Jean Servagnat, Pierre Belain D'Esnambuc, Père des Antilles Françaises, édité à compte d'auteur, 1985, (ASIN B07QR7HBGB)
- Hubert Granier (auteur), Alain Coz (Illustrateur) Marins de France, conquérants d'empires (1) : 1400-1800 , Rennes, Editions maritimes et d'Outre-mer & Editions Ouest-France, 1990, p. 101–112

### Articles annexes
- Histoire de la marine française
- Liste des gouverneurs de la partie française de Saint-Christophe
- Liste des gouverneurs de la Martinique
- Décolonisation de l'espace public
- Habitation de La Grande Montagne